# 劉延濤
劉延濤（1908年7月25日—1998年11月4日），號慕黃，生於清河南省鞏縣（今河南省鞏義市），逝世於臺灣中華開放醫院。中國畫家，曾任中華民國監察委員。曾協助于右任十次編修「標準草書」，並著有《草書通論》。

## 生平
小學時期，因「芥子園畫譜」啟發了對繪畫之熱忱，中學學習鉛、炭筆畫，奠定日後繪畫的基礎。中學畢業後，投考北京大學與北平藝專，均獲錄取，後選擇北京大學中文系就讀。在北大就學期間，受教於精擅中西美術的胡佩衡，扎下堅實的根基。畢業後經胡佩衡引薦進入國立故宮博物院擔任「故宮書畫集」編輯，得以遍覽古籍書畫。:1041947年（民國36年）起擔任監察院監察委員:5，1949年隨國民政府來臺:22，1989年（民國78年）4月1日退職條例成立，率先申請退職:51。
問政之餘，劉延濤也持續書畫創作和參與、推廣臺灣書畫藝術活動，1955年（民國44年）與馬壽華、陳方、陶芸樓、鄭曼青、張穀年與高逸鴻等渡海來臺書畫家組成「七友畫會」。1962年（民國51年）與馬壽華、姚孟谷等創辦「中國畫學會」，也與王壯為、馬壽華、曹秋圃等發起「中國書法學會」。1963年（民國52年）與李普同籌組「標準草書研究會」。1981年（民國70年）劉氏因眼疾導致創作量銳減，1984年（民國73年）患心臟病，晚年身體狀況不佳，於1998年（民國87年）辭世。:105-107

## 藝術風格
劉延濤以傳統文人畫為審美依歸，認為書畫創作應詩、書、畫合一，以達到情景交融的效果。:109-110且強調不論詩書畫均要以品格涵養為第一優先，次為學識與詞采。:8-9他的詩沖澹樸質。題畫詩作，多出於個人題詠，取古人文字精髓，結合個人心境而書，妙造自然不加藻飾，愛國憂時之情，洋溢字裡行間。其書法以兩漢、魏碑為基，出入晉唐。:56-581956年（民國45年）出版《草書通論》，是中華書法史上第一部有系統之單體書法史。:146-152曾跟隨于右任編修《標準草書》，透徹分析歷代草書名家的筆勢章法。:146-152
劉延濤的畫作風格，受石濤、八大山人影響最深，而自闢蹊徑。:311-312他對繪畫的深切體認是：繪畫須從寫生下手，別出心裁及創意是繪畫創作的精神所在。:91-92他也認為中國書畫的現代化精神，是透析東西方元素、自然融合，不必刻意求變，自然會逐漸形成新的書畫面貌。他的山水作品極少賦色，少數設色的作品，色彩淡雅，多以淺絳、花青與淡墨糅合:26-27。其畫用墨透過墨色濃淡乾溼的變化運用，及純練爽逸的皴擦線條，帶有石濤、八大山人的逸趣。:26-27學者姜一涵稱劉延濤為「詩書畫三絕」的文人。:41劉氏與張大千、鄭曼青都有美髯，素有「畫壇三髯」之稱。